# Mina Aoe
Mina Aoe (青江 三奈, Aoe Mina), 7 mai 1941 – 2 juillet 2000, Shizuko Ihara (井原 静子, Ihara Shizuko) de son nom véritable, est une chanteuse japonaise du genre enka qui connaît un certain nombre de succès à la fin des années 1960.
Avec sa voix rauque distinctive, elle a acquis le surnom de « Reine du Blues ». Elle paraît à 18 reprises dans l'émission télévisée de fin d'année Kōhaku Uta Gassen diffusée par la NHK.

## Discographie partielle
- 1968 : Isezakicho Blues (伊勢佐木町ブルース?), un million d'exemplaires vendus.
- 1969 : Ikebukuro no Yoru (池袋の夜, One night at Ikebukuro?), 1.5 million d'exemplaires vendus.

## Filmographie
- 1968 : Le Vaurien (無頼より 大幹部, Burai yori daikanbu?) de Toshio Masuda : la chanteuse dans la scène finale du film